# Макариополско
Село Макариополско се налази у општини Трговиште у Бугарској. Према подацима од 21.07.2005. године има 818 становника, који су махом етнички Бугари.